# غاي كرانت
غاي كرانت أو Gay Krant كانت مجلة هولندية موجهة لمجتمع المثليين، وكانت تصدر كل شهر منذ عام 1980. تم نشرها من قبل بيست پابليشينغ ݣروب تحت قيادة هينك كرول. ويقع مقر المجلة في أمستردام.
بعد الإفلاس في عام 2013، تم الاستيلاء على المجلة من قبل شركات وسائل الإعلام الأخرى الموجهة للمثليين مثل Winq و Gay.nl و OUTTV. ثم ظهرت غاي كرانت مرة أخرى كطبعة جنبا إلى جنب مع Winq تحت اسم Winq | Gaykrant، ولكن في النهاية تم حذف Gaykrant من العنوان، والآن تسمى المجلة ببساطة Winq.
أعيد إطلاق غاي كرانت منذ غشت 2017 (عبر الإنترنت فقط) كجزء من منظمة غاي كرانت. الهدف هو جعل جميع الإصدارات القديمة متاحة على الإنترنت.